# Leavenworth (Indiana)
Leavenworth – miasto w Stanach Zjednoczonych, w stanie Indiana, w hrabstwie Crawford.